# Jerzy Adam Ossoliński
Jerzy Adam z Klimuntowa Ossoliński (czasem Jerzy Ossoliński, Adam Ossoliński ur. ok. r. 1618, zm. w 1651) – polski szlachcic herbu Topór, starosta lubelski i stężycki. Bratanek kanclerza wielkiego koronnego Jerzego Ossolińskiego. Urodził się z ojca Maksymiliana Ossolińskiego, podskarbiego nadwornego koronnego, i jego pierwszej żony Heleny Kazanowskiej. Poległ w bitwie pod Beresteczkiem.